# Ferran Mascarell
Ferran Mascarell Canalda (San Justo Desvern, Barcelona, 10 de julio de 1951) es un historiador y político español de ideología independentista catalana que se autodefine como «socialdemócrata, catalanista e independentista».
Su trayectoria ha estado vinculada a la gestión cultural, primero como concejal de Cultura del Ayuntamiento de Barcelona (1999-2006) y posteriormente como consejero de Cultura de la Generalidad de Cataluña en dos ocasiones, en 2006 con el tripartito presidido por el socialista Pascual Maragall y de 2010 a 2016 en el gobierno de Artur Mas como independiente.
Perteneció al PSC hasta 2010 que se incorporó al gobierno de Artur Mas como independiente.
En enero de 2016 fue nombrado delegado de la Generalidad de Cataluña en Madrid, siendo cesado del cargo a finales del 2017 en aplicación del artículo 155 de la Constitución española y restablecido en el cargo por el Gobierno de Quim Torra en julio de 2018. Desde el 10 de enero de 2019 es diputado del parlament de Catalunya.

## Biografía
En 1976 se licenció en Historia en la Universidad de Barcelona. Vinculado desde siempre, como profesional o político, a la gestión cultural. Fue editor y director de la revista de historia L'Avenç entre 1977 y 1984 y coeditor y director de la revista Saber entre 1980 y 1983 . Es autor del libro La cultura en l'època de la incertesa (2006).
En 1982 fue promotor y primer presidente de la Asociación de Publicaciones Periódicas en Lengua Catalana. En 1983 fue nombrado director de Publicaciones de la Diputación de Barcelona. Desarrolló el proyecto inicial del Centro de Cultura Contemporánea de Barcelona (CCCB) y entre 1987 y 1991 fue coordinador del Área de Cultura del Ayuntamiento de Barcelona. Posteriormente fue delegado general en Cataluña de la Sociedad General de Autores y Editores (SGAE) y director gerente del Instituto de Cultura de Barcelona entre 1996 y 1999. Desde esta institución impulsó y promovió iniciativas culturales como la Fiesta de Santa Eulalia, la Fiesta Mayor de Barcelona, el Festival Grec, el Festival Internacional de Poesía, y propuso remodelaciones al Palacio de la Virreina y en el Espacio Miserachs, entre otros. Desde noviembre de 2007 es vicepresidente primero del Ateneo de Barcelona.
En la vertiente docente, desde 1998 dirige cursos de postgrado en gestión de plataformas culturales de la IDEC-Universidad Pompeu Fabra. También colabora habitualmente con el diario Ara.

## Trayectoria política
Miembro del Partido de los Socialistas de Cataluña (PSC), en 1999 fue nombrado concejal de Cultura y concejal del distrito de Gracia del Ayuntamiento de Barcelona. Desde esta responsabilidad municipal promovió e implementó el Plan de Bibliotecas y el Plan de Equipamientos Culturales de la ciudad. También ha sido representante o miembro del patronato de múltiples instituciones y fundaciones como Barcelona TV, Museo de Arte Contemporáneo de Barcelona, Fundación Mies Van der Rohe, Fundación de la Ciudad del Teatro, Museo Nacional de Arte de Cataluña, Gran Teatro del Liceo y de la Orquesta Sinfónica de Barcelona y Nacional de Cataluña, entre otros.
En septiembre de 2001 fue el representante del Ayuntamiento de Barcelona en el Consejo de Administración del Fórum Universal de las Culturas 2004, primero como consejero delegado tras la dimisión repentina de Josep Caminal y posteriormente como vicepresidente.
En la primera remodelación del gobierno del socialista Pasqual Maragall, Presidente de la Generalidad de Cataluña, realizada el 20 de abril de 2006, fue nombrado Consejero de Cultura de la Generalidad de Cataluña en sustitución de Caterina Mieras. Ocupó el cargo hasta las elecciones al Parlamento de Cataluña de 2006 en que fue elegido diputado. A principios de 2007 abandonó su escaño para incorporarse como productor audiovisual y consejero delegado de RBA Audiovisual del sector privado. 
Pertenecía al sector federalista y catalanista del Partido de los Socialistas Catalanes y fue evolucionando hacia posiciones independentistas.
En diciembre de 2010 aceptó el cargo de Consejero de Cultura en el gobierno de Artur Mas, tras lo cual abandonó el PSC.
En enero del 2016 aceptó la propuesta de ser el delegado de la Generalidad de Cataluña en Madrid, cargo que dejó vacante Josep Maria Bosch, nombrado en su día a propuesta de Unió y que dimitió tras la ruptura entre los democristianos y CDC. Fue cesado por real decreto de 27 de octubre de 2017.

## Obras
- La cultura en l'època de la incertesa (2005)
- Barcelona y la modernidad. La ciudad como proyecto de cultura (Gedisa, 2007) ISBN 9788497842396
- Catalanisme deucentista (La Magrana, 2011) ISBN 9788482649276
- Dos Estados (Arpa, 2017) ISBN 978-84-16601-41-7

También ha colaborado en la edición de estudios o libros com El temps de la Imaginació, El contracte de Barcelona amb l'Europa de la cultura, La cultura en el món que veu y El llibre blanc de la cultura a Catalunya (1999).